# プリズン・ブレイク (第4シーズン)
アメリカ合衆国のテレビシリーズ『プリズン・ブレイク』の第4シーズンは、フォックスにより2008年9月1日より放送が始まった。第4シーズンは全24話（うち2話はフォックスで未放送）のうち16話までが2008年9月から12月の間に放送され、休止期間を挟んだ後に2009年4月17日から2009年5月15日までに残りのエピソードが放送された。

## 製作
2009年1月13日、フォックスのケヴィン・ライリー社長は今シーズン限りでのシリーズ終了を明かした。彼は「『プリズン・ブレイク』の物語は語り尽くした」と述べると同時に残り2話を追加する可能性に触れ、「我々は力強く終わらせたい」と語った。追加の2話は『プリズン・ブレイク ファイナル・ブレイク』となったがフォックスでは放送されなかった。

## キャスト

### メイン
- ドミニク・パーセル - リンカーン・バローズ（英語版）
- ウェントワース・ミラー - マイケル・スコフィールド
- マイケル・ラパポート - ドン・セルフDHS特別捜査官
- アマウリー・ノラスコ - フェルナンド・スクレ
- ウェイド・ウィリアムズ - ブラッド・ベリック
- ロバート・ネッパー - セオドア・"ティーバッグ"・バッグウェル
- クリス・ヴァンス - ジェームズ・ウィスラー
- ダナイ・ガルシア - ソフィア・ルーゴ
- ジョディ・リン・オキーフ（英語版） - グレッチェン・モーガン
- サラ・ウェイン・キャリーズ - サラ・タンクレディ博士
- ウィリアム・フィクナー - アレキサンダー・マホーン

### リカーリング
- レオン・ラッサム - ジョナサン・クランツ将軍（閣下）
- シャノン・ルシオ（英語版） - ミリアム・ホルツDHS特別捜査官
- ステイシー・ハイダック（英語版） - リサ・タバック
- クレス・ウィリアムズ - ワイアット・マシューソン
- キャスリーン・クインラン - クリスティーナ・ローズ・スコフィールド
- テッド・キング（英語版） - ダウニー
- ジェームズ・ヒロユキ・リャオ - ローランド・グレン
- マイケル・ブライアン・フレンチ - グレゴリー・ホワイト
- ラファエル・スバージ - ラルフ・ベッカー
- ロン・ユアン - フェン・ファン
- バーバラ・イヴ・ハリス（英語版） - フェリシア・ラングFBI捜査官
- スティーヴ・トム（英語版） - スチュアート・タクスホン
- ダメオン・クラーク（英語版） - アンドリュー・ブラウナー
- ヘザー・マコーム - リタ・モーガン
- グレアム・マクタヴィッシュ - ファーガソン
- ジュード・チコレッラ - ハワード・スクデリ
- ショーン・デューク - グリフィン・オーレン
- ウィルバー・フィッツジェラルド（英語版） - ブルース・ベネット
- マイケル・オニール - ハーブ・スタントンDHS長官
- キャリー・ソーン（英語版） - パム・マホーン
- ポール・アデルスタイン - ポール・ケラーマン
- マーク・ペルグリノ - パトリック・ヴィカン
- タイタス・ウェリヴァー - スコット
- イヴァル・ブロガー（英語版） - ヴィンセント・サンディンスキー博士
- ジェイソン・デイヴィス - マーク・ウィーラーFBI捜査官
- ウィリアム・メイポーザー - クリス・フランコFBI捜査官
- レノ・ウィルソン（英語版） - ウィルソン・ライトFBI捜査官
- ロックモンド・ダンバー - ベンジャミン・マイルズ・"シーノート"・フランクリン（英語版）
- ジョン・サンダーフォード - ナサニエル・エディソン
- クリスタル・マンテコン - カルメリタ
- マーシャル・オールマン - LJ・バローズ
- キム・コーツ - リチャード・サリンズ内部調査官
- ミューズ・ワトソン - チャールズ・ウェストモアランド

## エピソード
| 通算 話数 | シーズン 話数 | タイトル                               | 監督                     | 脚本                                                                   | 放送日                   | 製作 番号 | アメリカ合衆国視聴者数 (百万人) |
| --- | ------------- | -------------------------------------- | ------------------------ | ---------------------------------------------------------------------- | ------------------------ | --------- | ------------------------------- |
| 58 | 1             | "スキュラ" "Scylla"                    | ケヴィン・フックス       | マット・オルムステッド                                                 | 2008年9月1日             | 4AKJ01    | 6.53                            |
| 3週間に及ぶ捜索の末、マイケルはロサンゼルスでグレッチェンとウィスラーを発見するが、彼らからサラは逃げ延びて生存していることを知らされる。マイケルはブルース・ベネットを介してサラと再会する。パナマではスクレ、ベリック、ティーバッグがSONAでの暴動の末に脱獄する。ティーバッグは車でアメリカに渡ろうとするも、運転手に襲われて金を奪われ、メキシコの砂漠に放置される。リンカーンは組織の工作員を返り討ちにした末に逮捕される。またアメリカに来たスクレとベリック、組織の工作員のワイアットに息子が殺害された現場に来たマホーンも逮捕される。マイケルと逮捕された全員は国土安全保障省捜査官のドン・セルフにより組織打倒のために雇われる。 |               |                                        |                          |                                                                        |                          |           |                                 |
| 59 | 2             | "オデュッセイア" "Breaking & Entering" | ボビー・ロス             | ザック・エストリン                                                     | 2008年9月1日             | 4AKJ02    | 6.53                            |
| マイケルのチームはスキュラと呼ばれる組織の機密情報が詰まったカードの入手任務を課せられる。このための唯一の手段はスキュラ・カードの所有者のもとに侵入し、コンピュータハッカーのローランド・グレンが作った装置を使って情報をダウンロードすることであった。彼らはスキュラの所有者の自宅で働くメイドの鞄に装置を忍ばせてコピーするが、彼女が装置を置いてきてしまったため、マイケルらは止む無く回収のために侵入する。アメリカに戻ったティーバッグはウィスラーの鳥類図鑑を手がかりにサンディエゴへ行き、彼の二重生活に関する資料を見つける。ローランドが回収した装置の情報を分析した結果、スキュラは6分割されており、チームは残りの5つを見つけなければならないことを知る。                                                                                              |               |                                        |                          |                                                                        |                          |           |                                 |
| 60 | 3             | "シャットダウン" "Shut Down"           | ミラン・チェイロフ       | ニック・サントーラ                                                     | 2008年9月8日             | 4AKJ03    | 6.36                            |
| あと5枚のカードが必要だと知った国土安全保障省は作戦の中止を決定し、マイケルたちの再収監を命じる。マイケル、リンカーン、マホーン、サラは逃亡しつつ残りのカード所有者の手がかりを探る。マイケルがカード所有者6人全員の密会現場を録画したことで彼らの作戦の続行が決まる。ティーバッグはウィスラーの別の身分を使って新しい生活を始める。ワイアットはブルース・ベネットを捕らえ、彼に自白剤を注射してサラの居所を吐かせた後に殺害する。リンカーンはマホーンの幼い息子のキャメロンが組織に殺されたことを知ると彼に対する態度を改め、彼への協力を表明する。 |               |                                        |                          |                                                                        |                          |           |                                 |
| 61 | 4             | "ワシと天使" "Eagles & Angels"         | マイケル・スウィッツァー | カリン・アッシャー                                                     | 2008年9月15日            | 4AKJ04    | 5.79                            |
| チームは2枚目のカード所有者を特定し、手に入れるために警察官に成りすまして警察関係の式典に出席する。ティーバッグはゲート社で働き始め、ウィスラーの鳥類図鑑の情報解読を続ける。サラはベネットが殺されたことを知り、悲しみと罪悪感に襲われる。サラはバーへ行った際にクレジットカードを盗まれて使われたため、ワイアットから居場所が知られてしまい尾行される。 |               |                                        |                          |                                                                        |                          |           |                                 |
| 62 | 5             | "金庫破り" "Safe & Sound"              | カレン・ガヴィオラ       | セス・ホフマン                                                         | 2008年9月22日            | 4AKJ05    | 5.84                            |
| 次のカード所有者を特定したマイケルとリンカーンは財務省内に侵入し、3枚目のダウンロードに成功する。閣下は全てのカード所有者たちに常時自分のカードを持ち歩くように指示する。作戦中にリンカーンはマイケルが鼻血を出していることに気づき、心配する。サラはワイアットの追跡をかわしてチームの隠れ家の特定を防ぐ。スクレとベリックはウィスラーの本を持っているティーバッグを捜す。グレッチェンは組織の監禁から脱出する。マホーンは息子を殺したワイアットの追跡を始める。 |               |                                        |                          |                                                                        |                          |           |                                 |
| 63 | 6             | "チームプレー" "Blow Out"              | ブライアン・スパイサー   | カリンダ・バスケス                                                     | 2008年9月29日            | 4AKJ06    | 5.28                            |
| マイケルたちは競馬場で次のカード所有者を追ってコピーに成功するが、その過程でマホーンは警察に逮捕されて装置も没収される。セルフは装置を回収したが、マホーンの釈放は叶わなかった。しかしながらマイケルたちはマホーンの裁判中に彼を脱走させ、彼を狙ってきたワイアットをかわす。セルフは閣下ことクランツ将軍の情報を探り、組織の標的となる。コール・ファイファーになりすましていたティーバッグはゲート社の営業担当者によって不正を暴かれる。ティーバッグは自宅に戻って逃亡の準備を始めるが、そこへグレッチェンが現れて彼の正体を尋ねる。 |               |                                        |                          |                                                                        |                          |           |                                 |
| 64 | 7             | "ハードウェイ" "Five the Hard Way"     | ギャリー・A・ブラウン    | クリスチャン・トロキー                                                 | 2008年10月6日            | 4AKJ07    | 5.37                            |
| リンカーンのチームは5枚目のカードを追ってラスベガスに行く。カード所有者が若い男を求めていることが判明するとスクレが彼に近づく。カード所有者は妻を満足させるために男を求めており、スクレは彼女と一度限りの関係を結ぶ。カードのコピー終了後、ギャンブルをしていたローランドが係員に捕まってしまい、装置を没収されてしまう。サラはマイケルの鼻血を出しており、それが脳腫瘍を患っていた彼の母親と同じ症状であることを知る。一方でグレッチェンと手を組んだティーバッグは自身を疑う社員を殺害し、マイケルとベリックを誘拐して鳥の本を解析させてスキュラを見つけさせる。彼らが調べた結果、ゲート社の部屋から続く道がそれに通じていることが判明する。マホーンによってマイケルとベリックが救出され、ティーバッグが捕らえられた後、マイケルにグレッチェンから電話がかかる。 |               |                                        |                          |                                                                        |                          |           |                                 |
| 65 | 8             | "代償" "The Price"                     | ボビー・ロス             | グラハム・ローランド                                                   | 2008年10月20日           | 4AKJ08    | 5.45                            |
| マイケルたちはやむを得ずグレッチェンと手を組み、さらに装置を失ったために最後の1枚のカードを将軍から奪いに行くが、待ち構えていたワイアットにより阻止される。危険を知った将軍はスキュラを別の場所へ移すことを決める。マイケルはローランドが裏切り者であると疑い、それが事実だと判るとローランドはチームの居所と引き換えに金を貰うためにワイアットと会いにいく。しかしワイアットは金を渡さずにローランドを拷問し、居所を喋った後に腹部を撃って致命傷を与える。その直後にチームが到着し、ワイアットは捕まる。マイケルはローランドの死を看取る。 |               |                                        |                          |                                                                        |                          |           |                                 |
| 66 | 9             | "大いなる成就" "Greatness Achieved"    | ジェシー・ボチコー       | ニック・サントーラ                                                     | 2008年11月3日            | 4AKJ09    | 5.23                            |
| サラがワイアットと喋っている間に密かに彼の音声を録音し、セルフはそれを編集して「彼らは死んだ」というメッセージを作り出し、将軍との電話でそれを使ってチームの死を偽装する。その後マホーンはワイアットを拷問して電話でパムに謝罪させ、コンクリートの錘を付けて海に突き落とす。グレッチェンは最後のカードを得るために将軍に近づく。マイケルたちは組織内に侵入するために水流を止めた後に巨大な水路に穴を開け、通路用の管を通そうとする。作業の途中、管がズレてしまったためにベリックが水路に降りて軌道修正し、直後に復旧した水流に飲まれて命を落とす。 |               |                                        |                          |                                                                        |                          |           |                                 |
| 67 | 10            | "レジェンド" "The Legend"              | ドワイト・H・リトル      | カリン・アッシャー                                                     | 2008年11月10日           | 4AKJ10    | 5.38                            |
| ティーバッグを含むチームの面々はベリックの死を嘆きつつ作戦を続ける。マホーンはスキュラの保管庫を建てた設計士を訪問するが、直後に組織の工作員も到着する。ゲート社の受付のトリシェンは実はセルフの部下であったことが判明する。マイケルは病状が悪化したためにサラと共に病院へ行き、翌日に手術をしなければならないことが判明する。だが将軍がスキュラの移動を急いでいるため、マイケルは手術を拒否する。 |               |                                        |                          |                                                                        |                          |           |                                 |
| 68 | 11            | "賽は投げられた" "Quiet Riot"          | ケヴィン・フックス       | セス・ホフマン                                                         | 2008年11月17日           | 4AKJ11    | 5.52                            |
| グレッチェンは将軍を誘惑しつつ最後のカードを手に入れようとするが、彼女の意図を知った彼は次に現れたら殺すと言って追い出す。セルフとトリシェンはティーバッグとグレッチェンがスキュラを売ろうとしているフェン・ファンのことを知るが、2人はファンとその部下により捕らえられる。保管庫は音波感知器、圧力計、温度センサーを備えており、チームはそれらを掻い潜ってスキュラにたどり着く。だがCCTVでこれを見た将軍は部下をそこへ送り込む。 |               |                                        |                          |                                                                        |                          |           |                                 |
| 69 | 12            | "セルフレス" "Selfless"                | マイケル・スウィッツァー | カリンダ・バスケス                                                     | 2008年11月24日           | 4AKJ12    | 5.25                            |
| マイケル、リンカーン、マホーン、スクレは保管庫にやって来た将軍と護衛に銃を突きつけ、彼のものを含む全てのカードを使ってスキュラを手に入れる。マイケルたちは組織のビルで立ち往生していたが、サラは将軍の娘であったリサ・タバックを人質とすることで無事に逃げる。セルフとトリシェンはファンたちを殺して脱出する。ティーバッグとグレッチェンはゲート社でマイケルを待っていたが、ティーバッグの上司に気付かれたために社員たちを人質に取る。現れたトリシェンによりティーバッグは逮捕され、グレッチェンは逃亡する。チームはスキュラをセルフに渡し、開放の喜びを分かち合う。しかしながらセルフから貰った自由のための書類は白紙であることが判明し、セルフは自分でスキュラを売るためにトリシェンを射殺する。                                                                |               |                                        |                          |                                                                        |                          |           |                                 |
| 70 | 13            | "裏切りの応酬" "Deal or No Deal"       | ボビー・ロス             | クリスチャン・トロキー                                                 | 2008年12月1日            | 4AKJ13    | 5.84                            |
| セルフはマイケルとバローズが自分を殺したと国土安全保障省に信じ込ませる。セルフとティーバッグはグレッチェンの姉と娘を人質にしてスキュラの新たな買い手を探させる。マイケルたちは安全保障省と組織の両方から追われることとなる。安全保障省はセルフの裏切りを知ると違法な作戦を行った事実を揉み消すためにマイケルたちの殺害を決める。だが安全保障省の捜査官は現れた組織の工作員に殺され、さらにその彼もリンカーンにより射殺される。グレッチェンは新たな買い手の仲介人を見つける。しかしセルフはスキュラの一部が欠けていることに気付き、マイケルに電話をかけると「こっちへ来い」と言われる。 |               |                                        |                          |                                                                        |                          |           |                                 |
| 71 | 14            | "取引の極意" "Just Business"           | マーク・ヘルフリッチ     | グラハム・ローランド                                                   | 2008年12月8日            | 4AKJ14    | 5.40                            |
| セルフは不足したパーツを探しに現れるが、マイケルたち捕まる。グレッチェンの家族を人質に取っていたティーバッグのもとに聖書のセールスマンが来たが、彼は組織の工作員であったために捕まる。ティーバッグはその前にグレッチェンの家族を逃がす。マホーンはラングとウィーラーと会い、司法長官との面会の話を手配されたと言われるが、これは逮捕するための策略であることを察する。マイケルはセルフからスキュラを奪うが、病気で倒れたために奪い返され、さらに現れた組織に捕まる。将軍のもとを訪れたリンカーンはマイケルの脳腫瘍を治療してもらう代わりに組織のためにスキュラを奪還する取引を持ちかけられる。 |               |                                        |                          |                                                                        |                          |           |                                 |
| 72 | 15            | "記憶の中で" "Going Under"             | カレン・ガヴィオラ       | ザック・エストリン                                                     | 2008年12月15日           | 4AKJ15    | 5.37                            |
| リンカーンはスクレと組んでスキュラを捜す。セルフは仲介人を殺して直接買い手と会おうとするが、買い手はセルフとグレッチェンの殺害を企み、彼がスキュラを持って逃げた後に2人はリンカーンに捕まる。その後スクレはリンカーンと別れる。一方手術を受けるマイケルはチャールズ・ウエストモアランドの夢を見ており、その中でスキュラの本質を読み解く。術後、マイケルはスキュラには太陽エネルギーを最大限に活用できる理論が収められているとサラに話す。そしてマイケルはリンカーンが組織のために働いており、さらにその母も同様に組織の一員であったことを知る。 |               |                                        |                          |                                                                        |                          |           |                                 |
| 73 | 16            | "マイアミ" "The Sunshine State"        | ケヴィン・フックス       | マット・オルムステッド & ニコラス・ウートン                            | 2008年12月22日           | 4AKJ16    | 4.98                            |
| リンカーンはグレッチェン、セルフ、ティーバッグとチームを組まされ、スキュラを探しにフロリダ州マイアミへと飛ぶ。また直後にFBIから逃げたマホーンも合流する。グレッチェンは買い手が組織内部の者であることを察し、チームを裏切ってスキュラを入手しようとするが、撃ち合いになり重傷を負う。チームは彼女を警察に渡して現場を去るが、スキュラは既にそこには無かった。一方でサラはタバックから組織がマイケルの洗脳を試みていることを知らされ、監禁場所を教えられる。洗脳者から母がまだ生存していることを聞かされたマイケルはサラの助けにより監禁から脱出する。最後にリンカーンがスキュラを買った人物と電話で話すが、それが母親であることにはまだ気付かない。 |               |                                        |                          |                                                                        |                          |           |                                 |
| 74 | 17            | "母" "The Mother Lode"                 | ジョナサン・グラスナー   | セス・ホフマン                                                         | 2009年4月17日            | 4AKJ17    | 3.34                            |
| クリスティーナ・スコフィールドは自動車に仕掛けた爆弾で将軍を暗殺しようとするが、彼は生き残る。マイアミでは母の生存を知ったリンカーンが彼女と接触する。彼女は組織を自分で倒すのでリンカーンに戦いから降りるように言う。一方でマイアミへ向かうマイケルとサラは組織の刺客と思われる者に追われる。2人は追っ手を倒すが、その正体は組織ではなく母の下で働く者であった。リンカーンが引き続いて母への接触を図ろうとすると、彼女は狙撃手に彼の殺害を命じる。 |               |                                        |                          |                                                                        |                          |           |                                 |
| 75 | 18            | "VS" "VS."                             | ドワイト・H・リトル      | クリスチャン・トロキー & カリンダ・バスケス                            | 2009年4月24日            | 4AKJ18    | 3.06                            |
| マイケルとリンカーンがスキュラを巡って争う一方、クリスティーナはリンカーンの殺害を命じ、秘密の計画を実行に移す。サラは自身の妊娠を知り、ティーバッグはクリスティーナがスキュラを持っている事をチームに内緒で将軍に知らせる。 |               |                                        |                          |                                                                        |                          |           |                                 |
| 76 | 19            | "S.O.B."                               | ギャリー・A・ブラウン    | カリン・アッシャー                                                     | 2009年5月1日             | 4AKJ19    | 3.20                            |
| マイケルはリンカーンが実兄ではないという事実をクリスティーナから聞かされた後、彼と合流するために向かう。リンカーンはクリスティーナの罠に嵌められ、世界エネルギー会議に出席するインド首相の息子の暗殺犯の濡れ衣を着せられる。ティーバッグは組織に正式に雇われるため、将軍からリンカーン殺害を命じられる。 |               |                                        |                          |                                                                        |                          |           |                                 |
| 77 | 20            | "攻防戦" "Cowboys & Indians"           | ミラン・チェイロフ       | ニック・サントーラ                                                     | 2009年5月8日             | 4AKJ20    | 2.99                            |
| 暗殺騒動で大混乱となった世界エネルギー会議の場から脱出した後、マイケルはクリスティーナからスキュラを奪うが、リンカーンが彼女に捕まってしまう。一方でサラも将軍の人質になってしまい、マイケルは兄と恋人のどちらとスキュラを交換するか、選択を迫られる。 |               |                                        |                          |                                                                        |                          |           |                                 |
| 78 | 21            | "究極の選択" "Rate of Exchange"        | ボビー・ロス             | ザック・エストリン                                                     | 2009年5月15日            | 4AKJ21    | 3.32                            |
| マイケルはサラ、マホーンはリンカーンを救出する。またマイケルはサラの妊娠、リンカーンはマイケルが実の兄弟ではないことを知る。将軍から逃げて重傷を負ったセルフは病院でFBIから尋問を受け、クリスティーナの部下から口封じのために薬物を注射される。スクレはシーノートと会い、マイケルを探しに行く。 |               |                                        |                          |                                                                        |                          |           |                                 |
| 79 | 22            | "決着!" "Killing Your Number"          | ケヴィン・フックス       | マット・オルムステッド & ニコラス・ウートン                            | 2009年5月15日            | 4AKJ22    | 3.32                            |
| スクレとシーノートと合流したマイケルたちに敗れた将軍とティーバッグは逮捕され、スキュラを奪いに来たクリスティーナはサラにより射殺される。マイケルは生きていたケラーマンを通して国連にスキュラを渡し、マイケル、リンカーン、サラ、スクレ、シーノート、マホーンは免責とされる。一同は日常に戻るが、マイケルは病気が再発する。4年後、リンカーン、サラ、スクレ、マホーンがマイケルの墓前に集まる。 |               |                                        |                          |                                                                        |                          |           |                                 |
| 80 | 23            | "The Old Ball and Chain"               | ブラッド・ターナー       | 脚本: ニック・サントーラ & セス・ホフマン 原案: クリスチャン・トロキー | 2009年5月27日 (イギリス) | 4AKJ23    | N/A                             |
| マイケルとサラは結婚式を挙げるが、サラはクリスティーナ殺害の罪で逮捕されてしまう。 |               |                                        |                          |                                                                        |                          |           |                                 |
| 81 | 24            | "Free"                                 | ケヴィン・フックス       | 脚本: ザック・エストリン & カリン・アッシャー 原案: カリンダ・バスケス | 2009年5月27日 (イギリス) | 4AKJ24    | N/A                             |
| サラが将軍により殺されそうになるとマイケル、リンカーン、スクレ、マホーンは彼女を脱獄させる。最終的にマイケルはサラを逃がすために犠牲となる。最後の場面でリンカーンとサラはマイケルが残したDVDを見て彼の真意を知る。 |               |                                        |                          |                                                                        |                          |           |                                 |

## ホームメディア
| Prison Break: The Complete Fourth Season                                                                           | | | | | |
| セット詳細 | セット詳細 | セット詳細 | 特典 | 特典 | 特典 |
| - 全22話 - 6枚組 - アスペクト比 1.78:1 - 字幕: 英語、スペイン語、フランス語 - 英語 (ドルビーデジタル5.1サラウンド) | - 全22話 - 6枚組 - アスペクト比 1.78:1 - 字幕: 英語、スペイン語、フランス語 - 英語 (ドルビーデジタル5.1サラウンド) | - 全22話 - 6枚組 - アスペクト比 1.78:1 - 字幕: 英語、スペイン語、フランス語 - 英語 (ドルビーデジタル5.1サラウンド) | オーディオコメンタリー - "Scylla" and "Breaking and Entering" - "Blow Out" - "Greatness Achieved" - "Quiet Riot" - "Just Business" - "Going Under" - "The Sunshine State" - "S.O.B." - "Cowboys and Indians" 削除された場面 - Fade Out: The Final Episode featurette - The Plan, the Execution and the Bullet featurette - Director's World featurette | オーディオコメンタリー - "Scylla" and "Breaking and Entering" - "Blow Out" - "Greatness Achieved" - "Quiet Riot" - "Just Business" - "Going Under" - "The Sunshine State" - "S.O.B." - "Cowboys and Indians" 削除された場面 - Fade Out: The Final Episode featurette - The Plan, the Execution and the Bullet featurette - Director's World featurette | オーディオコメンタリー - "Scylla" and "Breaking and Entering" - "Blow Out" - "Greatness Achieved" - "Quiet Riot" - "Just Business" - "Going Under" - "The Sunshine State" - "S.O.B." - "Cowboys and Indians" 削除された場面 - Fade Out: The Final Episode featurette - The Plan, the Execution and the Bullet featurette - Director's World featurette |
| 発売日 | | | | | |
| アメリカ合衆国 カナダ                                                                                              | アメリカ合衆国 カナダ                                                                                              | イギリス | イギリス | オーストラリア ニュージーランド | オーストラリア ニュージーランド |
| 2009年6月2日 | 2009年6月2日 | 2009年7月6日 | 2009年7月6日 | 2009年7月15日 | 2009年7月15日 |